# Imagine (軟件)
是(Sejin Chun)為了Microsoft Windows而開發的圖像和動畫瀏覽器。

## 功能
Imagine的功能有：
- 查看多种格式的图像
- 显示图像或动画的信息
- 显示EXIF信息
- 显示透明度
- 提取动画的其中一帧
- 保存动画文件（APNG/动态GIF文件/AVI/Flic/Pro Motion Animation）
- 多种图片处理方式（翻转、灰度图像、底片效果、更改色深、置换色彩、旋转、更改尺寸、效应滤色、编辑调色板、设置透明度等）
- 高度的可定制性
- 可用插件
- 多语种支持
- Unicode支持（仅适用于Windows NT及以上版本）
- 外挂扩展支持（与Windows Explorer集成并生成缩略图）
- Total Commander插件
- 兼容多种图像格式，包括ANI、ANM（Deluxe Paint动画）、BMP、CorelDRAW、CDT、PAT、CMX、CUR、DCX、DDS、EMF、GIF、ICL、ICO、JPE、JPEG、MacPaint、MNG、PBM、PCD、PCX、PGM、PIC、CEL、PNG、PPM、PSD、PSP (Paint Shop Pro image)、RAS、RLA、RLE、SGI (RGB,BW)、SPR（Pro Motion Animation）、TGA、TIFF、WBMP、WMF、XBM、XCF和XPM。[1]

## 历史
Imagine的最早版本0.3.0.0于2003年7月16日发布。同年7月22日发布新版本v0.3.7.0，仅修正了少数bug。
2003年7月24日发布0.4.0.0版，在程序中加入了新的选项及命令行。7月28日发布具有编辑调色板功能的更新。同一天发布v0.4.1.1修复一项关于PNG的bug。2003年8月1日发布v0.4.7.0，支持更多的文件格式并添加显示透明度的选项。次日发布v0.4.8.0，添加保存图片为PNG格式的选项。v0.4.9.0于2003年8月6日发布，加入了更多的文件格式。
v0.5.0.0于2003年8月10日发布，添加状态栏、保存选项和截图功能。
2003年9月6日，v0.6.0.0发布，添加对RAS（Sun光栅图像）文件格式与SGI、RGB、BW（Silicon Graphics Image）文件格式的支持、转换图像格式时可自动转换色彩、更改色深功能、设置图像为壁纸功能、为编辑调色板添加快捷键，以及背景属性。
2003年11月22日发布v0.7.0.0。添加了一些文档格式，小调整与bug修正。随后的0.7.0.1版于2003年11月22日发布并修复一个在Windows XP上面的运行时间错误。2004年1月1日发布v0.7.3.0，添加图像缩放支持、拖拽操作和“打开”命令，并修复了一些bug。
2004年4月7日发布v0.8.0.0，修复更多bug并加入一些新功能。
2005年9月16日发布v0.9.0.0，特别地包含了Unicode支持，添加新功能及bug修正。
2008年3月2日发布v1.0.0，添加工具栏外观、截屏功能，同时修复bug并加入少量新功能。
该软件在v1.0.0之后继续发布新版，2011年9月24日发布v1.0.8，2012年11月20日发布v1.0.9。
版本1.1.0于2017年7月31日发布，目前最新版本是2022年4月4日發佈的版本1.1.4。